# Streckenschutzzug 83
Der Streckenschutzzug 83 war ein deutscher Panzerzug aus der Zeit des Zweiten Weltkrieges und wurde ab Mai 1942 von der 83. Infanterie-Division eingesetzt.

## Geschichte
Seit der russischen Winteroffensive 1941/1942 lag die 83. Infanterie-Division im Raum um Welikije Luki und sicherte allein eine Nahtstelle zur Heeresgruppe Nord. Weder nach Norden, noch nach Süden hatte die Division Anschluss zu deutschen Einheiten. Die Versorgung erfolgte aus Nowosokolniki von Westen und aus Newel von Süden. Diese beiden Eisenbahnstrecken waren durch ständige Partisanenangriffe und einsickernde sowjetische Truppen stark gefährdet und benötigten ständige Sicherung. Aus diesem Grund stand in Nowosokolniki ein Streckenschutzzug der 6. Kompanie des Eisenbahn-Pionierregiments 4 bereit. Dieser lief unter dem Namen Streckenschutzzug Jansen, ging jedoch bei den Kämpfen Ende des Jahres 1942 verloren.
Auf der Eisenbahnstrecke von Newel her, waren zunächst der Panzerzug 3 und der Panzerzug 27 eingesetzt. Nachdem beide jedoch beschädigt und im Mai 1942 abgezogen wurden, gab es keinen effektiven Streckenschutz mehr. Aus diesem Grund stellte die 83. Infanterie-Division einen eigenen Streckenschutzzug auf, welcher auf der Eisenbahnstrecke zwischen Welikije Luki und Newel die Sicherung übernehmen sollte. Er erhielt die Nummer 83, als Zeichen der Zugehörigkeit zur Infanterie-Division. Am 6. Juli 1942 wurde er erstmals in einem Wehrmachtsbericht erwähnt.

## Technische Daten

### Lokomotive

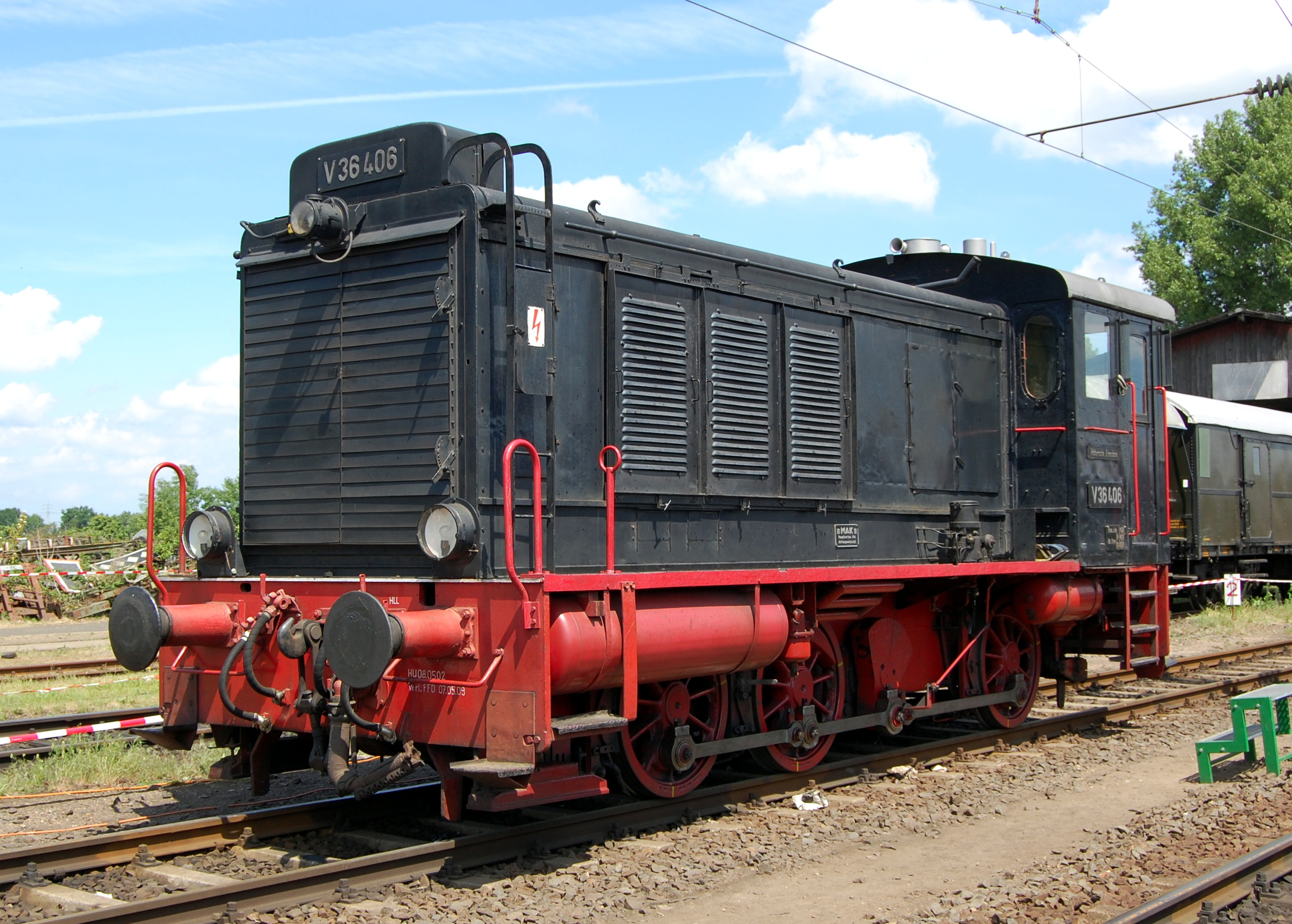
Ungepanzerte WR 360 C 14

Die Besonderheit des Streckenschutzzug 83 war die Lokomotive. Hierbei handelte es sich um eine vollgepanzerte Diesellokomotive vom Typ WR 360 C 14.

### Artilleriewagen
Der Streckenschutzzug 83 verfügte über zwei Artilleriewagen, welche bei der Wehrmacht auch als Kampfwagen bezeichnet wurden. Diese waren mit je einem Panzerturm des sowjetischen BT-7 ausgerüstet.

### Maschinengewehrwagen
Weiterhin gab es beim Streckenschutzzug 83 zwei Maschinengewehrwagen, wobei einer als Funk- und Kommandowagen diente. Für die Nahverteidigung gab es zwölf sowjetische leichte Maschinengewehre.

### Abstoßwagen
Am vorderen Ende des Zuges befanden sich zwei, am hinteren ein zweiachsiger Flachwagen unterschiedlicher Bauart, welche als Abstoßwagen dienten. Sie dienten dazu, den Panzerzug vor Minen oder Entgleisung zu schützen und Gefahren vor den wichtigen Wagen zu beseitigen. Zusätzlich dienten sie zum Transport von Material wie Schienen, Bahnschwellen, Fahrrädern oder sonstigem Material. Die Wehrmacht nannte die Abstoßwagen auch Schutzwagen.

## Einsatz

### 1942

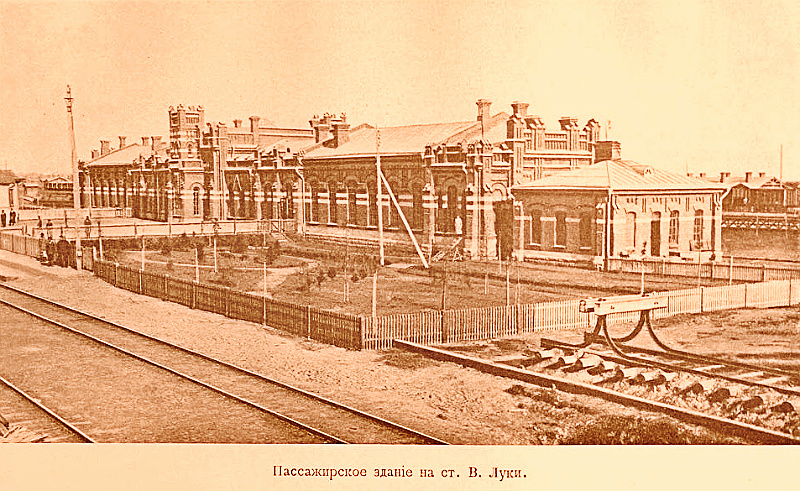
Der Bahnhof von Welikije Luki um 1909

Ab dem 1. Juli verfügte die 83. Infanterie-Division über den Streckenschutzzug 83. Dieser wurde in Opuchliki stationiert und am Anfang für Sicherungsfahrten eingesetzt. Am 5. und 6. August führte er einen Truppentransport von Opuchliki nach Welikije Luki durch. Am 11. und 12. September zog eine große Pferde-Kolonne neben der Bahn her nach Südosten, welche durch den Streckenschutzzug gesichert wurde.
Am 10. Oktober war der Streckenschutzzug 83 in Polzok stationiert und wurde der Korpsgruppe von der Chevallerie unterstellt. Hierbei übernahm er, zusammen mit dem Panzerzug 3, die Sicherung der Eisenbahnstrecke zwischen Newel und Wizebsk. Ziel war es, Nachschub für die Entsatzungstruppen für Welikije Luki zu sichern.

### 1943
Nachdem die Schlacht von Welikije Luki am 17. Januar verloren war, sicherten beide Kampfzüge ein weiteres Vordringen der sowjetischen Kräfte nach Westen und Südwesten. Der Streckenschutzzug wurde von der 83. Infanterie-Division gelöst und für den Rest des Jahres der 3. Panzerarmee unterstellt. Dort wurde er dem Kommandant rückwärtiges Armeegebiet (Korück) übergeben und zur Streckensicherung eingesetzt.
Anfang Juli stand der Streckenschutzzug 83, zusammen mit dem Panzerzug 61, Streckenschutzzug Blücher und dem Streckenschutzzug Werner im Dreieck zwischen Polzok, Wizebsk und Newel. Dort verblieben sie bis zum 30. August, als der Panzerzug 61 abgezogen wurde. Die drei Streckenschutzzüge sicherte unter dem Kommando der 3. Panzerarmee weiter das Streckendreieck. Ab Oktober wurden die Streckenschutzzüge der 201. Sicherungsdivision unterstellt und auf der Eisenbahnstrecke zwischen Dünaburg, Polzok und Wizebsk eingesetzt.

### 1944
Am 13. Juli  erließ die Organisations-Abteilung des Generalstab des Heeres den Befehl, dass alle Streckenschutzzüge Nummern von 600 an aufwärts erhalten sollten. Damit sollte eine Verwechslung mit Panzerzügen vermieden werden. Somit erhielt der Streckenschutzzug 83 die neue Bezeichnung Streckenschutzzug 683. Jedoch konnte sich dieser Befehl nicht durchgesetzt werden, weshalb der Streckenschutzzug wenig später wieder die Nummer 83 erhielt.
In der ersten Augusthälfte war der Streckenschutzzug weiterhin im Hinterland für die Streckensicherung zuständig und fuhr auf der Eisenbahnstrecke zwischen Kretinga und Skuodas. Dort war er der 390. Sicherungsdivision unterstellt. Als die Rote Armee den Kessel um Litauen immer weiter schloss, gelang dem Streckenschutzzug der Ausbruch und konnte bis nach Milowitz ausweichen. Anfang Oktober wurde er an die Panzerzug Ersatz- und Ausbildungsabteilung in Milowitz übergeben und außer Dienst genommen, da man keinen Bedarf mehr an Streckenschutzzügen sah.

### 1945

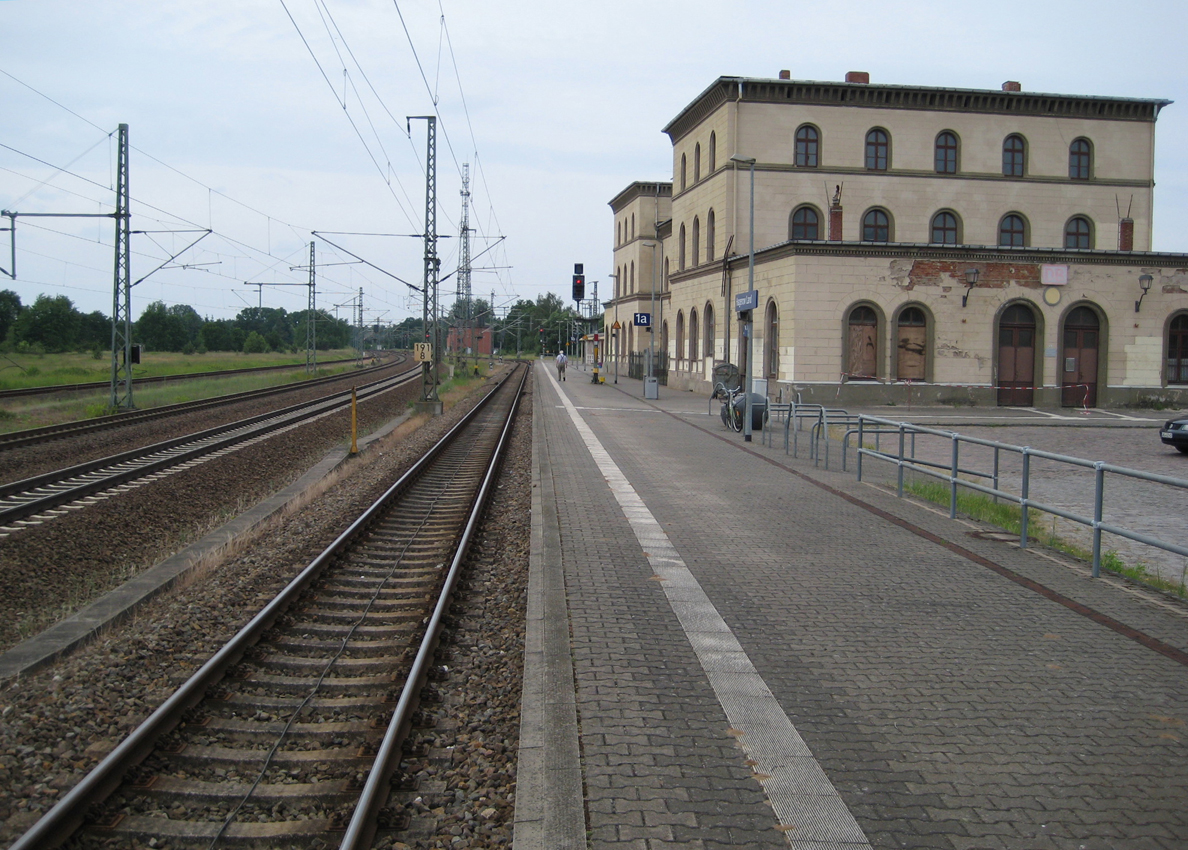
Bahnhof Hagenow Land heute

Aufgrund des hohen Bedarfs an Panzerzügen im Jahr 1945, wurde der Streckenschutzzug 83 am 2. Februar reaktiviert und lief ab da als Panzerzug 83. Umgehend wurde er besetzt und auf die Eisenbahnstrecke zwischen Müncheberg, Werbig und Küstrin geschickt. Am 5. und 6. Februar bekämpfte der Panzerzug gegnerische Stellungen ostwärts von Gorgast und zerstörte dabei eine Panzerabwehrkanone. Am 7. Februar unterstützte er einen Angriff deutscher Truppen bei Gorgast und am 12. Februar bei Manschnow mit Artilleriefeuer. Anfang März wurde der Panzerzug in den Raum um Frankfurt an der Oder geschickt und sicherte die Eisenbahnstrecke zwischen Werbig und Rosengarten.
Mit dem Beginn der Schlacht um die Seelower Höhen stand der Panzerzug weiterhin im Raum Frankfurt an der Oder und nahm an den Abwehrkämpfen im Bereich Rosengarten und Booßen teil. Am 2. Mai standen alle noch verbliebenen Fahrzeuge der Panzerzuggruppe, der Panzerzug 83, der Panzerzug 65, der Panzerzug 75, der Streckenschutzzug 350, der Panzer-Triebwagen 16, der Panzer-Triebwagen 21, der Panzer-Triebwagen 22 und der Panzer-Triebwagen 37 in Neustadt-Glewe, auf der Eisenbahnstrecke zwischen Ludwigslust und Parchim. Am gleichen Tag fuhren alle Fahrzeuge geschlossen über Ludwigslust weiter in Richtung Schwerin. In Holthusen stießen sie auf Truppen der 8. U. S.-Infanteriedivision und ergaben sich ihnen. Unter der Flagge der U. S. amerikanischen Truppen und mit Sicherungssoldaten, fuhren die Kampfzüge weiter bis zum Bahnhof Hagenow Land und wurden dort endgültig den U. S. amerikanischen Truppen übergeben. Die Besatzungen kamen in Sammellager für Gefangene und der Panzerzug 83 wurde aus den Listen gestrichen.

## Zugpersonal
- Streckenschutzzugkommandant Oberleutnant Lohmann (1. Juli 1942 – 1. Oktober 1944)
- Panzerzugkommandant Hauptmann Alfons Popp (2. Februar 1945 – 3. Mai 1945)

### Fachpublikationen
- Wolfgang Sawodny: Deutsche Panzerzüge im Zweiten Weltkrieg. Podzun-Pallas, Friedberg 1986, ISBN 3-7909-0293-4.
- Wolfgang Sawodny: Die Panzerzüge des Deutschen Reiches, 1904 – 1945. EK-Verlag, Freiburg 1996, ISBN 3-88255-678-1.

### Veröffentlichungen der Wehrmacht
- Generalkommando VII. A. K.: Eisenbahnpanzerzüge (Triebwagen). München 1938.